# Festival de música Tanzcafé Arlberg
El Festival de Música Tanzcafé Arlberg es un evento cultural de música y danza que tiene lugar en Lech / Zürs, en región de Vorarlberg en Austria. El festival se celebra todos los años en primavera durante dos semanas y ofrece conciertos gratuitos al aire libre y actividades de baile durante el período de après-ski.

## Bandas
El programa musical pretende ser diverso e incluye todos los estilos de música que van desde el swing jazz y big band hasta el pop, funk, R&B, Brass urbano y música electrónica. La selección de artistas es abierta y presenta tanto artistas internacionales como locales.
En festivales pasados, tocaron bandas como Pasadena Roof Orchestra, Milow y Russkaja.
La programación de 2020 incluyó grupos como Big Band Lech feat. Louie Austen (A), Max The Sax (A), Boppin'B (D), Worth & Strain (USA), Lemo (A), The After Hours Quintet (UK), Skolka (A), Brass Against (USA), Hot Pants Road Club (A), Wiener Blond (A) y DJs como Adrian Barral (ES), Enobee Kenobee (DE) y Kristian Davidek (A).
En 2020, el festival ha sido cancelado por el Covid-19. Como ha sido el caso con muchos otros eventos, los artistas se presentaron en las redes sociales.

## Talleres
Además de estos conciertos, que se reparten por todo la zona de esquí, se ofrecen talleres de baile para todos los niveles, en particular para los fans del Lindy Hop.